# Aleksej Kolcov
Aleksej Vasiljevič Kolcov (ruski: Алексей Васильевич Кольцов) (Voronjež, 15. listopada 1809. – Voronjež, 19. listopada 1842.) bio je ruski pjesnik prozvan „ruskim Burnsom“. 
Njegove pjesme često govore iz usta žena, stiliziraju životne pjesme sa sela i idealiziraju poljoprivredne radove. Kolcov je usrdno prikupljao ruski folklor, koji je snažno utjecao na njegovu poeziju. Slavio je jednostavne seljake, njihov rad i život. Mnoge njegove pjesme uglazbili su skladatelji kao što su: Aleksandar Dargomižskij, Modest Musorgski i Nikolaj Rimski-Korsakov.

## Životopis
Rođen je u Voronježu kao sin trgovca stokom. Studirao je manje od dvije godine na lokalnoj školi (1818. – 1820.) Prekinuo je na inzistiranje svoga oca, koji je želio njegovu pomoć u svome poslu. Kolcov kupuje i prodaje stoku; a u međuvremenu piše pjesme, tajeći to od svog oca.
Prvi ozbiljan proboj njegove poezije dogodio se 1831., kada je Nikolaj Stankevič, pjesnik i filozof iz Moskve, objavio nekoliko Kolcovih pjesama u "Literaturnaja Gazeta" (hrv. Književne novine) s kratkim uvodom. Godine 1835., objavljena je njegova prva zbirka poezije. Kolcov je često putovao na posao u Sankt-Peterburg i Moskvu, gdje je upoznao Visariona Bjelinskoga, koji je postao njegov mentor. Pomogali su mu i Vasilij Žukovskij, Petar Vjazemskij, Vladimir Odoevskij te Aleksandar Puškin, koji je objavio jednu od Kolcovih pjesama u svom časopisu "Suvremenik".
Kolcov otac neprestano je i okrutno kontrolirao život svoga sina. Protivio se pisanju poezije.
Oslabljen od depresije i dugogodišnje sušice, Aleksej Kolcov umire 1842. u dobi 33. godine. Pokopan je u Voronježu, gdje mu je podignut spomenik u središtu grada u parku prozvanom po njemu, koji je jedan od najljepših parkova u gradu. Po njemu je nazvano i voronješko Akademsko dramsko kazalište, ispred kojeg se također nalazi njegov spomenik. Objavljeno je nekoliko poštanskih maraka s njegovim likom.

## Galerija
- Bista Alekseja Kolcova u Kolcovskom parku u Voronježu.
- Spomenik Kolcovu u Voronježu ispred kazališta prozvanoga po njemu.
- Kolcovski park u Voronježu.
- Poštanska marka SSSR-a s likom Kolcova.